# Lophotarsia flava
Lophotarsia flava là một loài bướm đêm trong họ Noctuidae.